# Maial Zombie - Anche i morti lo fanno
Maial Zombie - Anche i morti lo fanno (Die Nacht der lebenden Loser) è una commedia horror del 2004 di Mathias Dinter. Rientra nel genere commedia zombie e il titolo originale, traducibile letteralmente come La notte dei perdenti viventi, è un chiaro riferimento al genere parodiato.

## Trama
Philip, Konrad e Wurst sono tre tipici liceali sfortunati che non sono rispettati da nessuno. Una notte vengono involontariamente coinvolti in un rituale necromantico di Rebecca, la migliore amica di Philip, e si trasformano in zombie in seguito ad un incidente mortale. Dopo l'iniziale spavento, però, scoprono che essere non-morti ha molti lati positivi: forza sovrumana, resistenza illimitata, invulnerabilità alle malattie.
Grazie alle loro nuove capacità, i tre guadagnano presto il rispetto dei loro compagni di scuola, ma Konrad, desideroso di prendersi una lunga serie di vendette, si spinge più in là del dovuto, arrivando a divorare il loro sadico insegnante di ginnastica. I ragazzi scoprono anche i lati negativi della loro nuova condizione (prima fra tutti la decomposizione e il bisogno di carne umana) e cercano un modo per tornare umani. Quella sera, Konrad viene rinchiuso nello scantinato della casa di Philip mentre i suoi due amici danno un party (all'insaputa dei genitori di Philip). Ma Wolff, il ragazzo più popolare della scuola e principale aguzzino del trio, penetra nella casa e nasconde della droga, per poi avvisare la polizia. Sul più bello della festa, accadono tre fatti imprevisti: Wurst riesce finalmente a conquistare la disinibita professoressa per la quale stravede, Philip fa una pessima figura con Uschi, la bella bionda del liceo, e irrompe la polizia. Ma, a sorpresa, nello scantinato non si trova né la droga né Konrad: il ragazzo ha mangiato tutte le anfetamine in un attacco di fame, si è liberato e si è lanciato in una moonwalk in mezzo agli altri ospiti. La polizia se ne va, e con essa gli ospiti, ma Konrad, desideroso di vendicarsi delle angherie subite da Wolff, lo morde, infettando anche lui, per poi fuggire. Philip e Wurst nascondono Wolff nel freezer.
Il giorno seguente, Rebecca, Philip e Wurst preparano un filtro in grado di annullare gli effetti del rituale. Dopo averlo assunto, i due ragazzi si mettono alla ricerca di Konrad, per trovarlo all'ospedale (condotto lì dai genitori di Philip che lo avevano investito mentre tornavano a casa dalle vacanze). Dopo un lungo inseguimento, i quattro si ritrovano nell'obitorio. Konrad, stanco di essere sempre maltrattato e deriso, in un impeto di rabbia colpisce Philip con un coltello. Rendendosi conto di ciò che ha fatto, decide di ritrasformare Philip in uno zombie grazie al suo sangue e accetta di prendere il filtro.
Nel finale i tre ragazzi vedono avverarsi i loro sogni: Wurst è felice assieme alla sua professoressa, Konrad ha consumato tutte le sue vendette (compresa quella contro Wolff, che è ancora chiuso nel congelatore a casa di Wurst), e Philip si è fidanzato con Rebecca.
Il film finisce con Konrad e Wurst che giocano a Tekken 4 e prendono da bere nel frigorifero dove c'è ancora il corpo di Wolff ormai ibernato.

## Personaggi
- Philip, interpretato da Tino Mewes.
Il protagonista del film, sfortunato e umiliato dai suoi severissimi genitori. Infatuato della bella e bionda Uschi, riesce a conquistarla dopo essere diventato uno zombie, ma dopo averla persa capisce di amare la sua amica Rebecca. È il componente più equilibrato del gruppo, che cerca di risolvere il problema degli zombie e di tenere a bada gli istinti dei suoi amici.
- Konrad, interpretato da Thomas Schmieder.
Il "secchione" del gruppo. Incredibilmente sospettoso e vendicativo, segna tutte le umiliazioni che ha subito su un'agenda per potersi vendicare. Approfitta dei poteri da non-morto per mettere in atto le sue vendette con particolare crudeltà.
- Wurst, interpretato da Manuel Cortez
Il drogato del gruppo, si sposta su una Volkswagen polacca non immatricolata, sulla quale si troverà con i suoi amici al momento dell'incidente. Approfitta dei nuovi poteri per vincere delle gare di bevute e per assumere un'infinita quantità di sostanze stupefacenti. Infatuato della sua disinibita insegnante, scopre che anche lei ha i suoi stessi vizi.
- Rebecca, interpretata da Collien Fernandes.
La migliore amica di Philip da sempre e segretamente innamorata di lui. Partecipa al rituale che trasforma in zombie i tre ragazzi e scopre la formula per annullarne gli effetti.